# Corona 103
Corona 103 – amerykański satelita rozpoznawczy przeznaczony do wykonywania zdjęć powierzchni Ziemi. Dwudziesty siódmy statek serii KeyHole-4A tajnego programu CORONA. Kapsuły powrotne odzyskano w locie nad Pacyfikiem 10 (1027-1) i 11 (1027-2) grudnia 1965 roku. Z powodu awarii misja trwała tylko jeden dzień, w związku z czym nie aktywowano kamer dla drugiej kapsuły.

## Opis

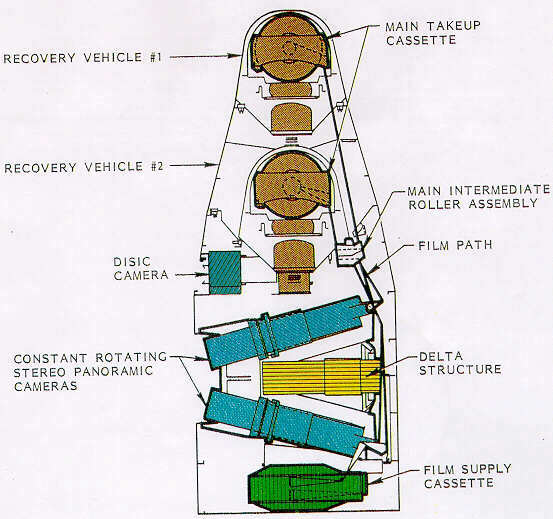
Przekrój pokazujący budowę satelity KH-4A

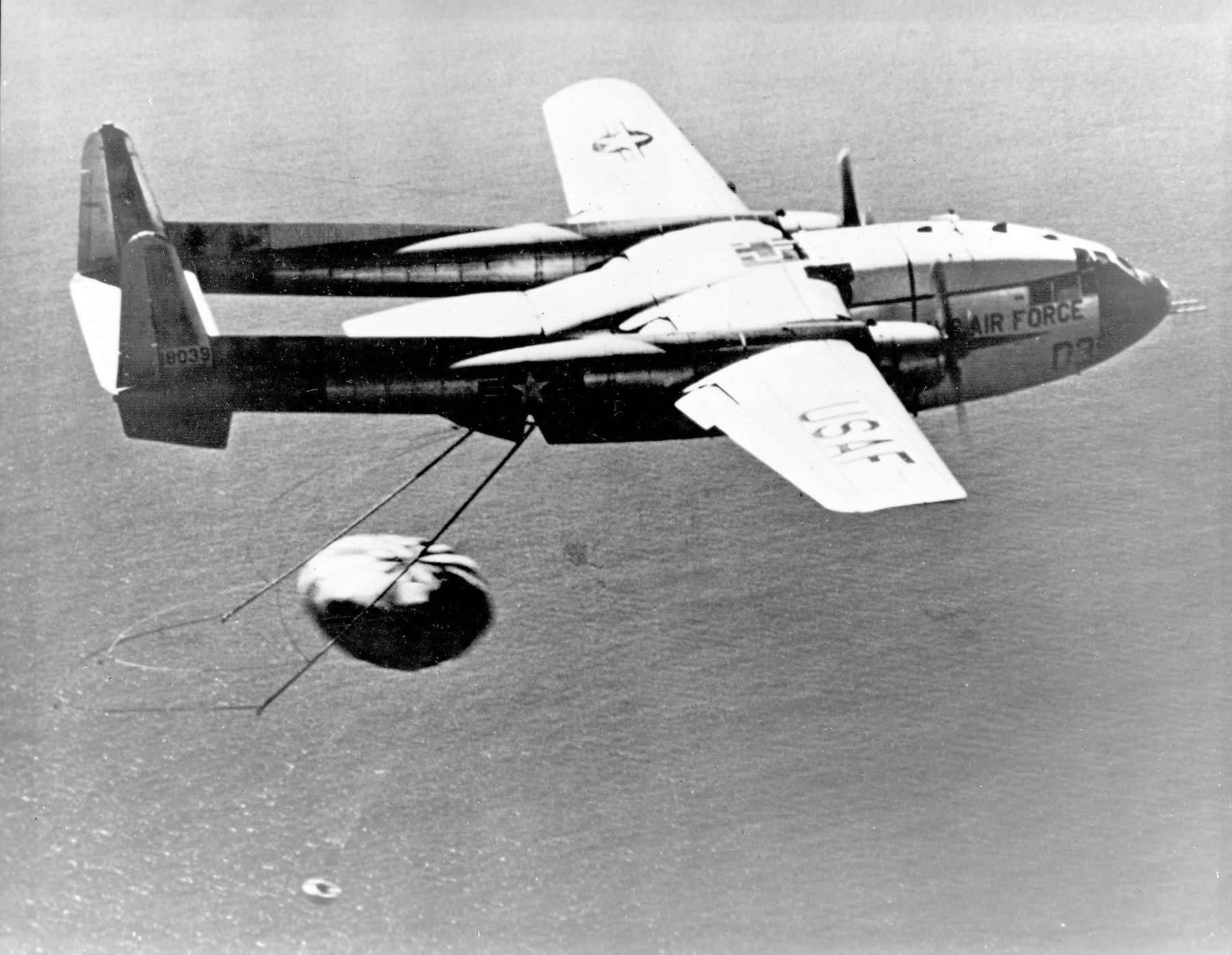
Moment przechwycenia opadającej na spadochronie kapsuły z błoną fotograficzną przez samolot stosowany w programie Corona

Głównym komponentem satelity były dwie szerokokątne kamery wyprodukowane przez Itek Corporation, z obiektywem o ogniskowej 610 mm, ze średnicą soczewek 180 mm. Kamery obsługiwały czarno-białą błonę fotograficzną o szerokości 70 mm wyprodukowaną przez firmę Eastman Kodak. Uzyskiwana rozdzielczość zdjęć dochodziła do 170 linii na 1 milimetr filmu. Film po naświetleniu był przesuwany za pomocą zestawu rolek do odpowiedniej kapsuły. Na początku misji naświetlony film był przekazywany do kapsuły nr 1, która następnie oddzielała się od satelity, lądowała na spadochronie w rejonie Pacyfiku i była przechwytywana podczas opadania przez specjalnie do tego przystosowany samolot. Następnie cykl powtarzano w odniesieniu do kapsuły nr 2.
Stabilizację satelity zapewniał system składający się z dodatkowej kamery i silników korekcyjnych. Kamera ta skierowana na wybrane gwiazdy, gwarantowała, że główne kamery szerokokątne są skierowane w kierunku Ziemi. W przypadku wykrycia tendencji do utraty kontaktu z gwiazdami, uruchamiane były silniczki korekcyjne.

## Misja
Misja rozpoczęła się 9 grudnia 1965 roku, kiedy rakieta Thor Agena D wyniosła z kosmodromu Vandenberg na niską orbitę okołoziemską 27. satelitę z serii KH-4A. Po znalezieniu się na orbicie KH-4A 27 otrzymał oznaczenie COSPAR 1965-102A.
Z powodu wcześniejszego niż planowano wyczerpania się zasobu gazów służących do korekcji pozycji satelity na orbicie, podjęto decyzję o szybszym zakończeniu misji. Aktywowano awaryjny, szybszy tryb robienia zdjęć przeznaczonych dla kapsuły 1027-1. Zdjęcia robiono podczas 16. okrążeń Ziemi. Nie zdążono wykonać zdjęć przeznaczonych dla kapsuły 1027-2, mimo to także przeprowadzono procedurę jej lądowania na Pacyfiku.
Jakość wykonanych zdjęć nie była zadowalająca, głównie z powodu niedostatecznego oświetlenia celów na półkuli północnej, a także dużego zachmurzenia, które dla fotografowanych celów wynosiło około 50 procent. Poza obiektami na terenie ZSRR, podczas misji wykonano zdjęcia m.in. rejonów położonych na terenie Chin i Brazylii.
Satelita spłonął w atmosferze 26 grudnia 1965 roku.